# Fritaja
La fritaja (in lingua croata; in sloveno: frtalja) è un piatto tipico dell'Istria. Si tratta di un piatto molto comune in primavera grazie all'alta disponibilità di verdure per prepararla.
La fritaja è spesso preparata con tipi differenti di verdure e vede anche, a volte, l'aggiunta di funghi, carne e vino rendendone quindi la ricetta non facilmente definibile.
La parola fritaja deriva dal termine in lingua veneta fritaia.

## Varianti
Un piatto molto simile è la frittata italiana.